# Godshuis Onze-Lieve-Vrouw Boodschap

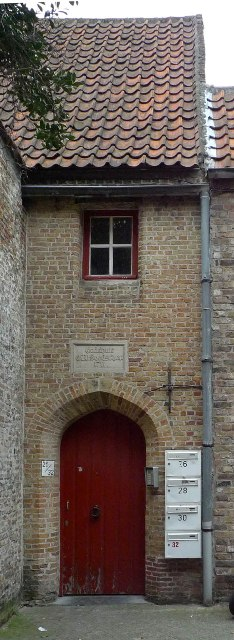
Toegangsdeur Zakske en brievenbussen

Onze-Lieve-Vrouw Boodschap, ook genaamd De Zevende Blijdschappen van Maria, is een zeventiende-eeuws godshuis in het Zakske in Brugge.

## Geschiedenis
In 1691 stichtte Pieter De Clerck († Brugge, 16 mei 1711) het godshuis Onze-Lieve-Vrouw Boodschap.
Pieter Declerck, zoon van Nicolaas Declerck, was kerkmeester en dismeester van de Sint-Jakobskerk en gouverneur van de Bogardenschool. Hij trouwde met:
- Josyne Luyckx (†10 juni 1659).
- Anna Van de Zande (†18 september 1693).
  - Johanne Declerck, trouwde met de arts Lutger Terwe.
    - Johanna Terwe, trouwde met pensionaris van Brugge Pieter Van Thienen en hertrouwde met Jacob van Ockerhout. Samen met haar twee zoons werd ze in 1733 opgenomen in de adel.
- Constance Vandewalle (†21 april 1712).

Bij zijn overlijden liet Declerck een behoorlijke erfenis na, bestaande uit nogal wat huizen in Brugge, vooral gelegen in de Ezelstraat en omliggende, een paar hofsteden en landbouwgrond.
Enkele weken voor zijn overlijden stichtte hij het godshuis Onze-Lieve-Vrouw van Bijstand in Rozendal en enkele dagen later het godshuis Onze-Lieve-Vrouw Boodschap of de Zeven Blijdschappen van Maria in het Zakske (nu nummers 26-32). Dit tweede godshuis was goed voor zeven woningen (drie op het gelijkvloers, vier op de verdieping) voor arme bejaarde vrouwen, waarbij ook een kapel werd gebouwd. Het was toegankelijk langs een Tudorpoortje dat uitgaf op een binnenkoer. Hij had het godshuis in 1691 aangekocht van de erven Bonnevalle-Oliviers.
Enkele dagen voor zijn dood legateerde Declerck ook nog, bij testament opgemaakt voor notaris Dryepondt, een derde van zijn erfenis aan de dis van Sint-Jakobsparochie. Hij werd in de Sint-Jakobskerk begraven.
In 1796 werd het godshuis eigendom van de Commissie van Burgerlijke Godshuizen.
Het godshuis is niet beschermd als monument.